# Hedeoma reverchonii
Hedeoma reverchonii är en kransblommig växtart som först beskrevs av Asa Gray, och fick sitt nu gällande namn av Asa Gray. Hedeoma reverchonii ingår i släktet Hedeoma och familjen kransblommiga växter.

## Underarter
Arten delas in i följande underarter:
- H. r. reverchonii
- H. r. serpyllifolia